# Az átverés
„Az átverés” (angolul: The Hazing) Isaac Asimov science fiction novellája. Először 1942 októberében jelent meg a Thrilling Wonder Stories egyik számában, majd 1972-ben nyomtatták ki újra a The Early Asimov novelláskötetben. A történet ugyanabban a képzeletbeli univerzumban játszódik, mint Asimov két korábbi története, az „A Sol emberszabású lényei” és az „A képzeletbeli”, de eltérő szereplőkkel. „Az átverés” volt Asimov harmincadik története, ha megírásuk időpontját vesszük alapul, illetve a huszonnyolcadik, ha a megjelenés sorrendjét. A tudományos fantasztikus folyóiratok megjelentetésének sajátosságai miatt ez a történet egy hónappal hamarabb jelent meg, mint az „A képzeletbeli”. Magyarul a Szuperneutron című novelláskötetben olvasható.

## Történet
|  | Alább a cselekmény részletei következnek! |

Néhány évvel azután, hogy a Homo Sol, azaz az ember csatlakozott a Galaktikus Föderációhoz, tíz új hallgató érkezik a Föld bolygóról az Arcturus Egyetemre. Érkezesük másnapján néhány másodéves hallgató elrabolja őket „beavatási tréfaként”, és kirakják őket egy olyan bolygón, ahol csak egy primitív szubhumán faj él, amit a Föderáció karanténba zárva tart, amíg ki nem fejlesztik a saját csillagközi utazásukat. A Föderáció pszichológia-tudománya szerint az embereknek pánikba kellene esniük és össze kellene zavarodniuk, azután hogy a szubhumánok elfogják őket. Azonban a „primitív” pszichológia használatával az emberek meggyőzik a bennszülött szubhumánokat, hogy ők istenek. Amikor az emberek elrablói visszatérnek, a szubhumánok elfogják őket is, de az emberek segítségével végül együtt megmenekülnek.
|  | Itt a vége a cselekmény részletezésének! |

## Megjelenések

### Angol nyelven
1. Thrilling Wonder Stories (1942. október)
2. The Early Asimov (Doubleday, 1972)

### Magyar nyelven
1. Szuperneutron, Szeged., Szukits Könyvkiadó, 1995, ford.: Nemes Ernő

## Külső hivatkozások
- Magyar nyelvű megjelenések
- Angol nyelvű megjelenések az ISFDB-től